# Робіул Хасан
Мохаммед Робіул Хасан (бенг. রবিউল হাসান, нар. 26 червня 1999, Тангалі) — бангладеський футболіст, півзахисник національної збірної Бангладеш і клубу «Бангладеш Поліс Клаб».

## Клубна кар'єра
Робіул Хасан розпочав виступи у клубному футболі у 2017 році в бангладеському клубі «Арамбагх». У 2020 році він перейшов до складу іншого бангладеського клубу «Башундхара Кінгс». У 2021 році футболіст спочатку грав у клубі «Мохамеддан», проте в цьому ж році перейшов до клубу «Абахані». З 2022 року Робіул Хасан грає в клубі «Бангладеш Поліс Клаб».

## Виступи за збірну
У 2017 році Робіул Хасан дебютував у складі національної збірної Бангладеш. У складі збірної брав участь у відбіркових матчах чемпіонату світу з футболу. На початок 2023 року зіграв у складі збірної 18 матчів, у яких відзначився 3 забитими м'ячами.